# Рябкино (Тверская область)
Рябкино — деревня в Пеновском районе Тверской области.

## География
Находится в западной части Тверской области на расстоянии приблизительно 45 км на запад-северо-запад по прямой от районного центра поселка Пено у северо-западного берега озера Атальское.

## История
Деревня была показана на карте 1825 года. В 1859 году здесь (сельцо Осташковского уезда) был учтен 1 двор, в 1939 — 9. До 2020 года входила в Рунское сельское поселение Пеновского района до их упразднения.

## Население
Численность населения: 20 человек (1859 год), 6 (украинцы 50 %) в 2002 году, 1 в 2010.